# Riders of Vengeance

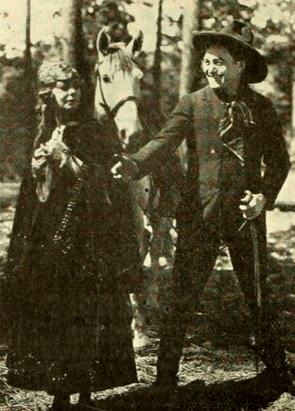
Fotograma de la pel·lícula amb Seena Owen Harry Carey

Riders of Vengeance és una pel·lícula muda dirigida per John Ford i protagonitzada per Harry Carey. D’una durada de 6 bobines, es va estrenar el 9 de juny de 1919. Es considera una pel·lícula perduda.

## Argument
En sortir de l’església la xicota de Harry és assassinada el dia del seu casament juntament amb els pares de Harry. Ple d’odi, deixa la ciutat, només per tornar un any després. Un a un persegueix els assassins de la seva dona, matant-los a tots fins que al final, per error, intenta acabar amb el xèrif Gale Thurman. El xèrif venç Harry que es refugia fora de la ciutat a la natura salvatge. Caminant per aquell bosc, la xicota del xèrif és primer detinguda per uns bandits, després rescatada per Harry, només per ser presa captiva per Harry quan s'adona qui és. Al principi, amenaça la noia de fer-li mal però poc a poc s'enamora d'ella, mentre apatxes intenten matar-los a tots dos. Quan el xèrif els localitza, es produeix un atac indi a gran escala i els dos homes uneixen les seves forces. En Harry s'adona de la innocència del xerif, però és massa tard: tot i els intents de Harry per impedir-ho, l'home ha mort degut a les ferides sofertes, però ha salvat la seva xicota i Harry.

## Repartiment
- Harry Carey (Cheyenne Harry)
- Seena Owen (la noia)
- Joe Harris (Gale Thurman)
- J. Farrell MacDonald (Buell)
- Alfred Allen (pare de Harry)
- Jennie Lee (mare de Harry)
- Clita Gale (Virginia)
- Vester Pegg
- Betty Schade
- Millard K. Wilson